# Déportation des Nauruans aux îles Truk
La déportation des Nauruans aux îles Truk est un transfert de population effectué par les Japonais durant la Seconde Guerre mondiale. Entre juin et août 1943, ils décident d'acheminer par bateau 1 200 habitants de Nauru dans le Pacifique central vers les îles Truk dans les Carolines, à 1 600 kilomètres de là. Leur décision est motivée par la surpopulation dont souffre Nauru à la suite de l'installation d'une importante garnison. Arrivés à destination, les îliens sont dispersés sur plusieurs îles et astreints au travail forcé. 40 % d'entre eux meurent en raison des privations auxquelles ils sont soumis, des exactions et des bombardements alliés. Les rescapés sont rapatriés en janvier 1946.

## Déportation

Mouvements de population en juin 1943 ; plus de 2000 soldats et travailleurs japonais et coréens arrivent sur l'île (flèche rouge) ainsi que 600 habitants d'Ocean Island qui sont déplacés à Nauru (flèche bleue). Durant la même période, 1200 Nauruans sont envoyés en exil dans les îles Truk (flèche verte).

Les Japonais installent sur Nauru une garnison très importante par rapport à la  taille de l'île. En juin 1943 on compte sur l'île 5 187 personnes soit 2 000 de plus qu'en 1940. On compte 1 388 militaires et 1 500 travailleurs japonais et coréens ainsi qu'un peu moins de 400 Océaniens et Chinois anciens employés de la BPC. Les 1 848 Nauruans sont minoritaires sur leur île. À la fin du mois, 1 000 autres militaires arrivent à Nauru.
Les autorités de l'île, redoutant une famine sur l'île surpeuplée et soumise à un blocus efficace décident de déplacer la population nauruane. Peu après l'arrivée de ce dernier convoi de militaires, le commandement japonais réunit dans l'urgence un conseil de Nauruans et fait l'annonce de la déportation d'une partie des îliens sous la conduite de Timothy Detudamo. Ils refusent d'indiquer leur lieu d'exil aux Nauruans, ce qui accroît l'inquiétude de la population. Les familles sélectionnées sont celles qui ne peuvent subvenir à leurs besoins à Nauru et on leur explique que l'île où on les envoie regorge de nourriture. Peu avant le départ, Nakayama, second dans la hiérarchie militaire de l'île donne à Timothy Detudamo une lettre portant le sceau de l'empereur Hirohito, indiquant que les Nauruans sont placés sous la protection de celui-ci. Ce document servira durant la poursuite de la guerre de sauf-conduit aux exilés.  
Le 29 juin 1943, 600 Nauruans et 7 Chinois sont regroupés dans le port d'Aiwo puis embarqués de nuit, afin d'éviter les attaques alliées sur le cargo Akibasan Maru pour une destination inconnue. Le navire prend le départ le jour suivant escorté par un petit navire de guerre en direction des îles Truk à 1 600 kilomètres au nord-ouest de Nauru dans les îles Carolines, là où est basé le centre commandement des forces navales japonaises du Pacifique central.
Le mois suivant, 659 Banabans émaciés sont acheminés à Nauru depuis leur île voisine, Ocean Island elle aussi sous domination japonaise en quatre vagues successives, ils relatent aux Nauruans l'état de disette qui règne sur leur terre devenue désertique en raison de la surpopulation japonaise, les forçant pour survivre à manger de l'herbe et l'écorce des arbres. 
Un nouveau contingent de 1 200 militaires arrive le 16 août 1943 et le même jour, un second groupe de 601 Nauruans, en majorité des femmes et des enfants accompagnés des prêtres catholiques Alois Kayser et Pierre Clivaz, est envoyé en exil alors qu'aucune nouvelle du premier groupe n'est arrivée jusqu'à Nauru,.
Sur les navires emmenant les Nauruans vers les îles Truk, les conditions de vie sont relativement supportables malgré l'exiguïté. Pour la grande majorité des exilés, c'est la première fois qu'ils quittent leur île isolée au milieu de l'océan et, malgré l'inquiétude générale, ce fait provoque une certaine excitation parmi les jeunes Nauruans.
Le 11 septembre, le navire chargé de déporter le reste des Nauruans arrive en vue de l'île quand soudain les Nauruans le voient prendre feu, touché par une torpille tirée depuis un sous-marin américain. Cela empêchera les Japonais de mener à bien leur projet de déporter toute la population nauruane et de n'y laisser que des populations océaniennes déracinées sans droits spécifiques sur l'île.

## Survie aux îles Truk

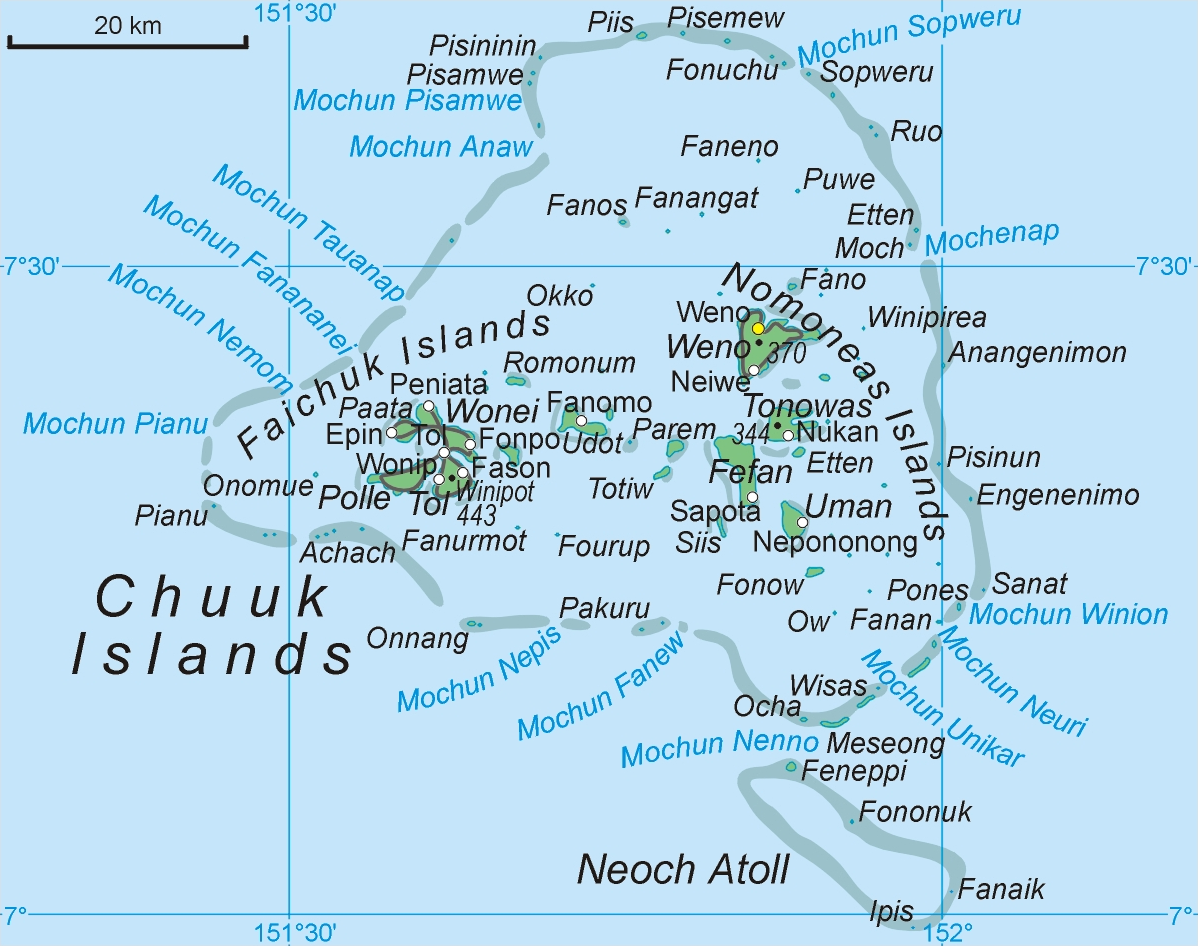
Les îles Truk où les Nauruans sont déportés

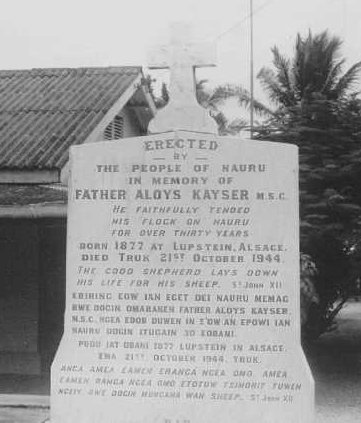
Monument érigé à Nauru à la mémoire du prêtre alsacien Alois Kayser mort à la suite de tortures infligées par les Japonais

Les îles Truk est un archipel composé d'îles montagneuses ceinturées d'une barrière de corail et ne comportant que quatre passes. Sa configuration stratégique en fait une base idéale, les îles vont devenir le Pearl Harbor japonais, puissamment fortifié, il est réputé imprenable. La marine peut y abriter sa flotte sans crainte. L'importante garnison y dispose de toutes les commodités caractéristiques des grandes bases. L'économie des indigènes des îles Truk s'organise autour de l'armée. Beaucoup parlent japonais et s'identifient à cette puissance. Des milliers de travailleurs Japonais et Coréens sont présents dans les îles, où ils participent à la construction des infrastructures militaires.
Après cinq jours de voyage, le premier groupe de 600 Nauruans arrive dans le lagon des îles Truk le 4 juillet 1943. Ils sont tout d'abord débarqués sur l'île de Moen, puis le chef Detudamo convoqué par les autorités japonaises revient vers les Nauruans les informant du fait qu'ils vont être installés sur la petite île de Totiw et devront travailler pour les Japonais. Après avoir été vaccinés, les Nauruans sont emmenés vers cette île située quatorze kilomètres plus loin. Là, sur cette terre luxuriante, regorgeant d'arbres fruitiers et d'animaux, les Nauruans sont livrés à eux-mêmes, les Japonais leur recommandant de faire en sorte d'assurer leur autosuffisance. Le propriétaire de la majorité de l'île, un colon allemand du nom de Hartmann se montre bienveillant à leur égard, leur permettant un accès libre aux ressources de l'île. Quelques jours plus tard les Japonais reviennent afin de recruter dans chaque famille un homme chargé d'aider à la construction d'un aérodrome sur l'île de Parem. D'autres Nauruans, dont des femmes et de enfants, sont envoyés travailler dans des plantations sur Moen. Timothy Detudamo conscient de la vulnérabilité des Nauruans loin de leur île, en compétition avec d'autres populations pour l'accès aux ressources entreprend d'organiser le reste du groupe et de trouver des moyens d'assurer sa subsistance. Des danses sont organisées pour les Japonais et les natifs des îles Truk afin de récolter des fonds, le chef nauruan collecte l'argent de toute sa communauté afin de créer un fond destiné à assurer les frais d'hospitalisation en cas de nécessité mais surtout, se met à la recherche d'une terre. Dès son arrivée sur Totiw, il envoie des émissaires dans les diverses îles de l'atoll, sachant que les Nauruans auraient tôt fait d'épuiser les ressources de la petite île où ils sont parqués. Il parvient enfin à trouver un terrain  de deux hectares dans l'intérieur de Tol, l'île la plus grande des îles Truk, le plus loin possible des Japonais, qu'il rachète pour 1 000 yens à ses propriétaires indigènes grâce à l'argent des siens. Puis, les Nauruans entament leur difficile déménagement vers leur nouvelle propriété. Le chemin d'accès depuis la côte est très difficile, traversant un relief accidenté recouvert d'une végétation inextricable, les plus âgés et les malades doivent être portés. Ils créent ensuite un village constitué de huttes recouvertes de feuilles de cocotiers qu'ils nomment Fouba, constituent des jardins pour y faire pousser patates douces et manioc. La terre qu'ils ont choisi est riche et ils ont la possibilité dès leur arrivée de pouvoir récolter de nombreux fruits.
Le second groupe de 600 Nauruans arrive dans les eaux des îles Truk en août 1943. D'abord transportés jusqu'à Moen, ils sont ensuite amenés sur la petite île de Totiw, comme pour le premier groupe. Cependant, en raison de l'impact du surpeuplement causé par la présence quatre semaines durant de leur prédécesseurs sur l'écologie fragile de l'île, ils n'y trouvent pas de quoi assurer leur subsistance. Alertés par l'afflux d'exilés banabans affamés à Nauru peu avant leur départ, ils ont pris leurs précautions avant leur propre exil et on plusieurs sacs de riz en réserve, ce qui leur permet de tenir quelque temps. Cinquante hommes sont réquisitionnés pour travailler avec leurs compatriotes sur le chantier de l'aéroport de Parem et le reste du groupe est dispersé dans plusieurs îles.
À Parem, le travail de construction de la piste d'atterrissage s'effectue dans des conditions très dures. Durant sept mois, les Nauruans aux côtés desquels travaillent des travailleurs japonais et coréens doivent remblayer le terrain constitué de mangrove avec du gravier et de la terre qu'ils extraient eux-mêmes sans outillage adapté. Ils reçoivent des rations de nourriture supérieures à celles des autres Nauruans mais le travail est harassant, sans jour de repos, de l'aube au crépuscule. Les Nauruans ayant des notions de japonais servent d'interprètes, ceux qui ont une maîtrise supérieure de la langue sont engagés en tant que contremaîtres. Tel est le cas de Hammer DeRoburt, futur père de l'indépendance nauruane qui fait montre de ses qualités de meneur d'hommes au sein du groupe nauruan. Des conflits violents voient le jour avec les travailleurs coréens sur des questions de répartition de la nourriture, ils donnent souvent lieu à des batailles rangées entre les protagonistes.
Les deux prêtres catholiques de Nauru, Alois Kayser et Pierre Clivaz, sont sévèrement torturés le 28 août 1944 par les Japonais qui soupçonnent la communauté nauruane de détenir un poste radio. Le père Kayser meurt de ses blessures.

## Rapatriement
Fin novembre 1945, la British Phosphate Commission, l'administration de l'île et les autorités britanniques élaborent un plan complexe visant à rapatrier les îliens exilés. Il est décidé que les Banabans dont les villages ont été rasés doivent être collectés depuis les archipels où ils ont été disséminés par les Japonais, les îles Carolines, les îles Gilbert et Nauru puis installés sur l'île Rabi dans les Fidji à des milliers de kilomètres de leur terre natale. Les Gilbertins doivent être rapatriés depuis les îles Carolines et Nauru vers leur archipel et les Nauruans doivent être acheminés depuis les îles Truk vers leur île. Le 24 novembre 1945, 777 Gilbertins et Banabans quittent l'île à bord du navire Trienza appartenant à la BPC. Le même bateau servira plus tard au rapatriement des Nauruans 
Le 11 décembre 1945, Thomas Cude, chef de la police de Nauru avant-guerre, débarque aux îles Truk et se rend sur l'île de Sioto où les Nauruans sont pour la plupart rassemblés afin d'entamer le processus de rapatriement. Il constate que les conditions de vie y sont bien pires que celles des Nauruans restés sur leur île jusqu'à la fin de la guerre. Beaucoup de maladies infectieuses affectent les exilés et leur diète est très pauvre. Accueilli par une foule en liesse, il donne pour la première fois aux exilés depuis des mois des nouvelles de leur île et fait circuler une liste contenant les noms des survivants. Il s'acquitte aussi de la tâche de retrouver sur les autres îles les Nauruans disséminés dans les îles Truk et de les regrouper à Sioto. Puis, durant une semaine, il enquête sur les crimes de guerre commis à l'encontre des Nauruans, ce qui lui permet de recueillir de nouveaux témoignages en sus de ceux déjà collectés par les Américains.
Le 26 janvier, les 759 rescapés sont rassemblés et rejoignent grâce à des barges le Trienza ancré à 32 kilomètres de Sioto, au large de l'île de Moen ; le transfert dure toute la journée. Le soir venu, ils improvisent un concert en l'honneur du gouverneur militaire des îles Truk venu leur rendre visite. À la suite de quoi, Timothy Detudamo remercie dans un discours les Américains pour leur aide. Le lendemain, c'est le grand départ pour Nauru. Après avoir dépassé la grande barrière de récifs marquant l'entrée des îles Truk, l'excitation redouble, la liesse s'empare des exilés et ne les quittera plus jusqu'à leur arrivée. Chacun raconte son histoire aux autres, l'agitation est telle qu'aucun ne trouve le sommeil. Il a été prévu de donner, une fois arrivés à destination une démonstration des chants et danses composés durant leur long exil. Tous s'attellent avec assiduité à les répéter avant l'arrivée. L'une des chansons a pour thème Nauru ituga pouvant se traduire par « comme Nauru mais encore mieux », des mots répétés par les Japonais alors qu'ils menaient les Nauruans en exil. D'autres ont pour sujet l'amour pour la terre patrie où les proches disparus. À mesure qu'ils s'approchent de leur destination, d'autres chansons sont ajoutées au répertoire.
Le 31 janvier 1946, ils arrivent enfin à destination. Cette date restera symboliquement importante, elle est choisie pour la proclamation de l'indépendance en 1968. Alors que le navire s'approche de l'île, il est accompagné d'une multitude de canoës et de barges lancés depuis la côte. Depuis le navire où l'excitation est à son comble, les rescapés aperçoivent une foule agitée amassée sur les quais. Les îliens hurlent le nom de leurs proches afin de savoir s'ils sont de ceux qui ont survécu. Lorsque le navire est enfin ancré au large, la cohue s'installe, les exilés jouent des coudes pour obtenir les premières places dans les barges chargées de les amener à terre ferme. Les îliens ont la curieuse impression d'assister à l'arrivée d'une petite armée, en effet les exilés portent des vêtements provenant de l'armée américaine, les femmes portent des lava-lava (en) taillés dans des étoffes de l'armée et les hommes des uniformes. De longues effusions suivent, après plusieurs années de séparation et d'épreuves, les Nauruans sont enfin rassemblés. La joie est cependant teintée de tristesse, beaucoup de familles ont perdu leurs proches au cours du conflit. Certains des exilés sont hébergés dans leurs familles, d'autres trouvent un abri dans des baraquements construits de bric et de broc avec des matériaux tirés de ruines de la guerre en prévision de leur arrivée. Le soir même, une fête regroupant tous les Nauruans est organisée. Les exilés font la démonstration des chants et danses qu'ils ont composés durant leur exil.